# Серен Мадсен
Серен Мадсен (дан. Søren Madsen, 31 травня 1976) — данський академічний веслувальник.
Бронзовий призер Олімпійських Ігор 2000 року в складі розпашної четвірки без стернового легкої ваги.